# Quinta de São José (Sacavém)
A Quinta de São José é uma antiga quinta senhorial localizada em Sacavém, na atual freguesia de Sacavém e Prior Velho, no Município de Loures, em Portugal.
Sendo uma das muitas que em tempos houve na freguesia, o seu lado Norte dá para a Rua Júlio Bruno da Costa Pereira, o Sul para a Praceta Augusto Ferreira Geirinhas e o limite Oeste é dado auto-estrada do Norte (A1).
Após intervenção camarária, a quinta foi transformada num espaço multifuncional, aberto ao público, dispondo de um jardim, centro de dia da 3.ª idade, jardim de infância, centro de juventude, sala de exposições, videoteca, teatro, piscina para crianças, e dois courts de ténis.

## História
De origem seiscentista, a quinta foi foreira dos Duques de Bragança. O palacete data dos finais do século XVII ou inícios do século XVIII.
No século XIX, foi comprada pelo 1.º Barão de Pomarinho (Estevão da Costa Pimenta de Sousa Menezes), e em 1940 adquirida por José Manuel Leitão. Em 1986 mudou uma vez mais de mãos e foi adquirida pela Câmara Municipal de Loures.

## Características arquitectónicas

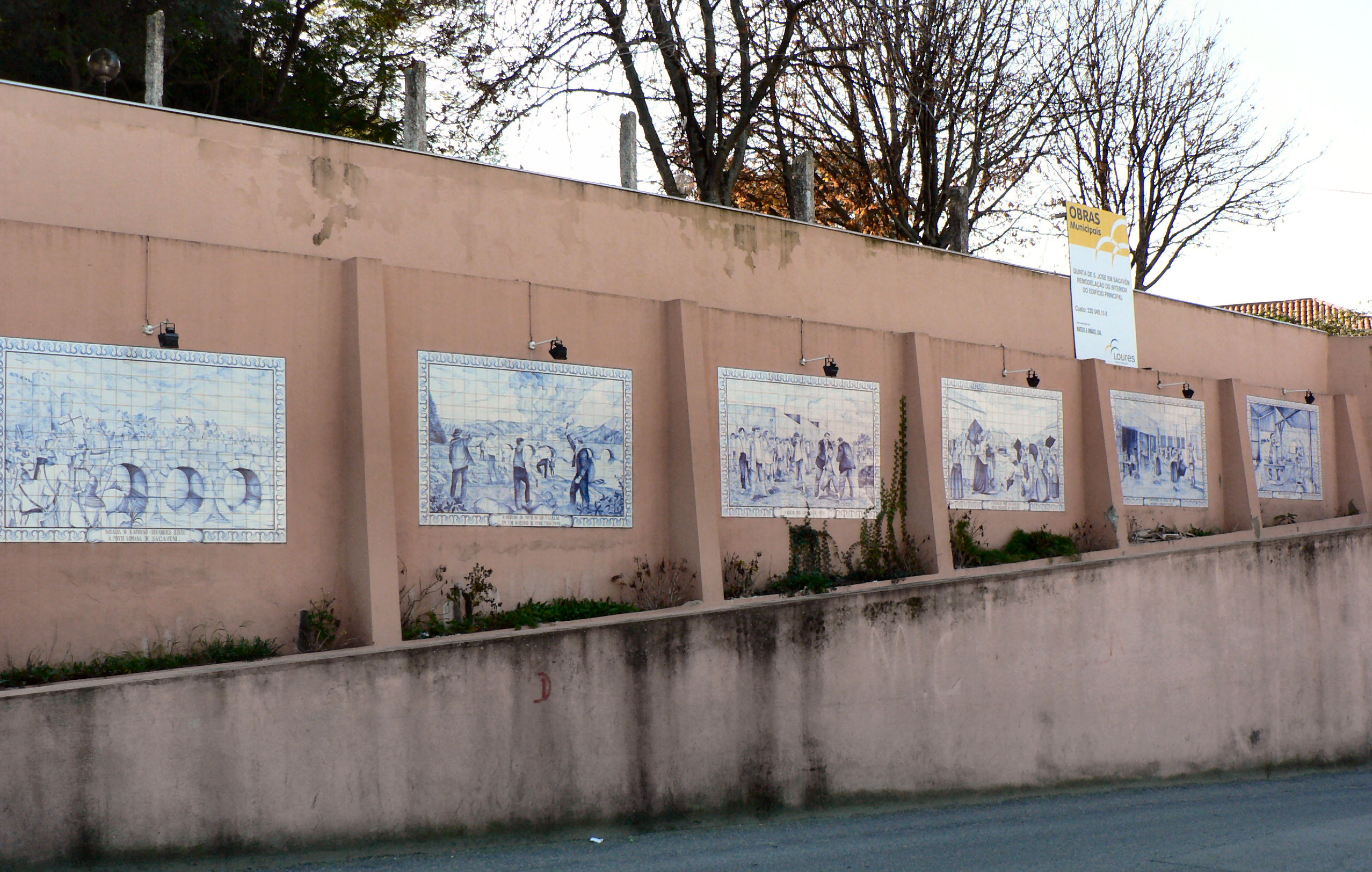
Os painéis de azulejo da Quinta de São José

Implantada numa área de forte declive, o espaço da quinta cobre cerca de 3 hectares, repartidos entre o espaço habitacional, jardim, arcaria, vacaria, cavalariças e uma fonte.
O palacete, construído num dos extremos da quinta, constitui ele mesmo um dos muros de suporte da quinta, situando-se na área de mais acentuada inclinação (voltada a Norte), tendo no exterior uma escada que dá acesso ao andar nobre. Possui tectos de madeira pintada e paredes revestidas com a azulejaria típica do século XVIII, bem como frescos neoclássicos, do final desse mesmo século.
O espaço sofreu obras gerais de remodelação na década de 1940, altura em que mudou de mãos; contudo, no final dos anos 1980 estava em relativo mau estado de conservação, e sofreu obras de restauro, destinadas a devolver ao espaço a traça original, as quais foram promovidas pela Câmara de Loures, pouco após a aquisição do espaço.

## Painéis de azulejos
Na segunda metade dos anos 1990, por ocasião da elevação de Sacavém a cidade (1997), foram colocados seis painéis de azulejos na fachada voltada a Norte, na rua Júlio Bruno da Costa Pereira, evocativos de momentos históricos na vida da povoação:

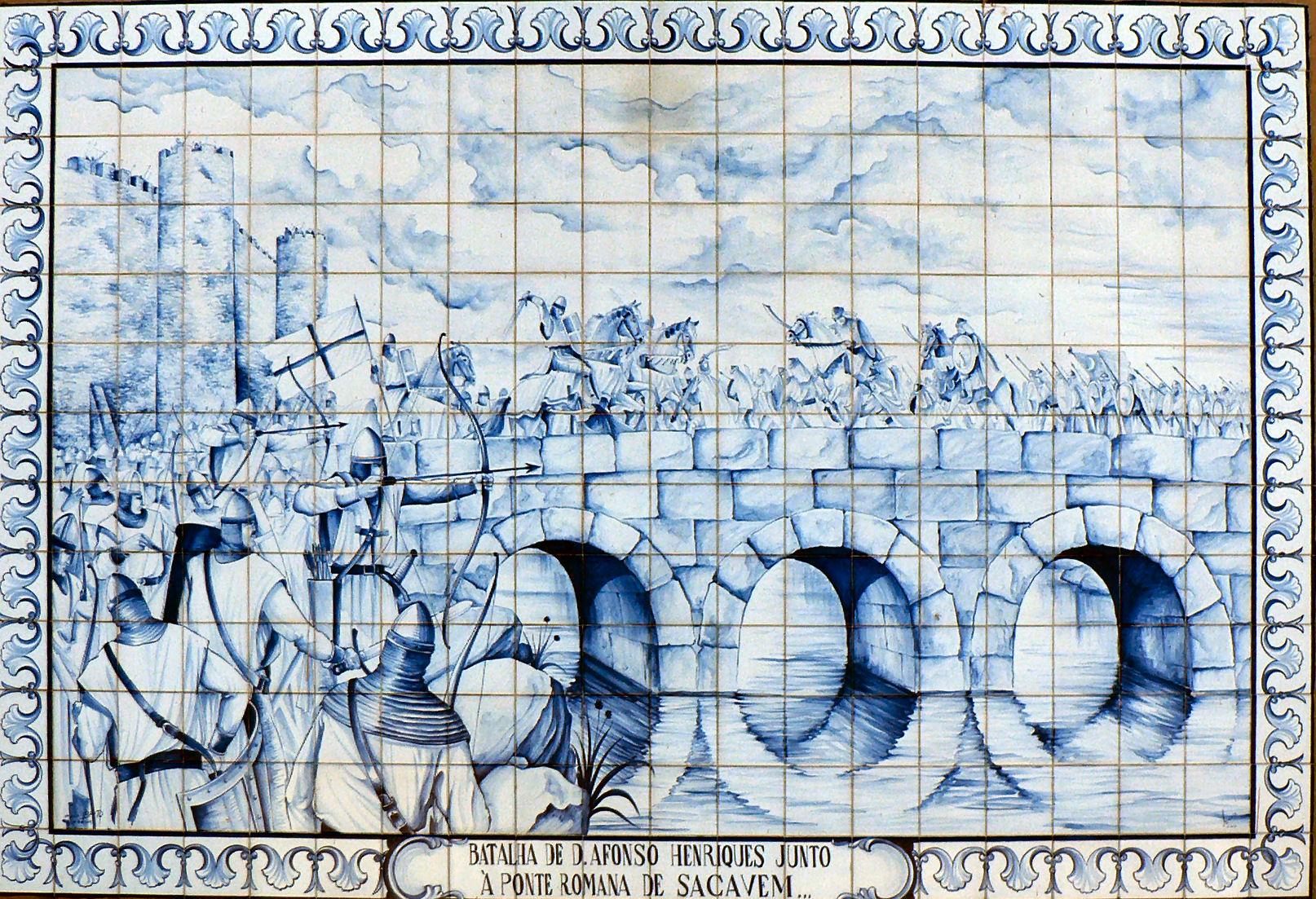
A batalha de Sacavém (1147)
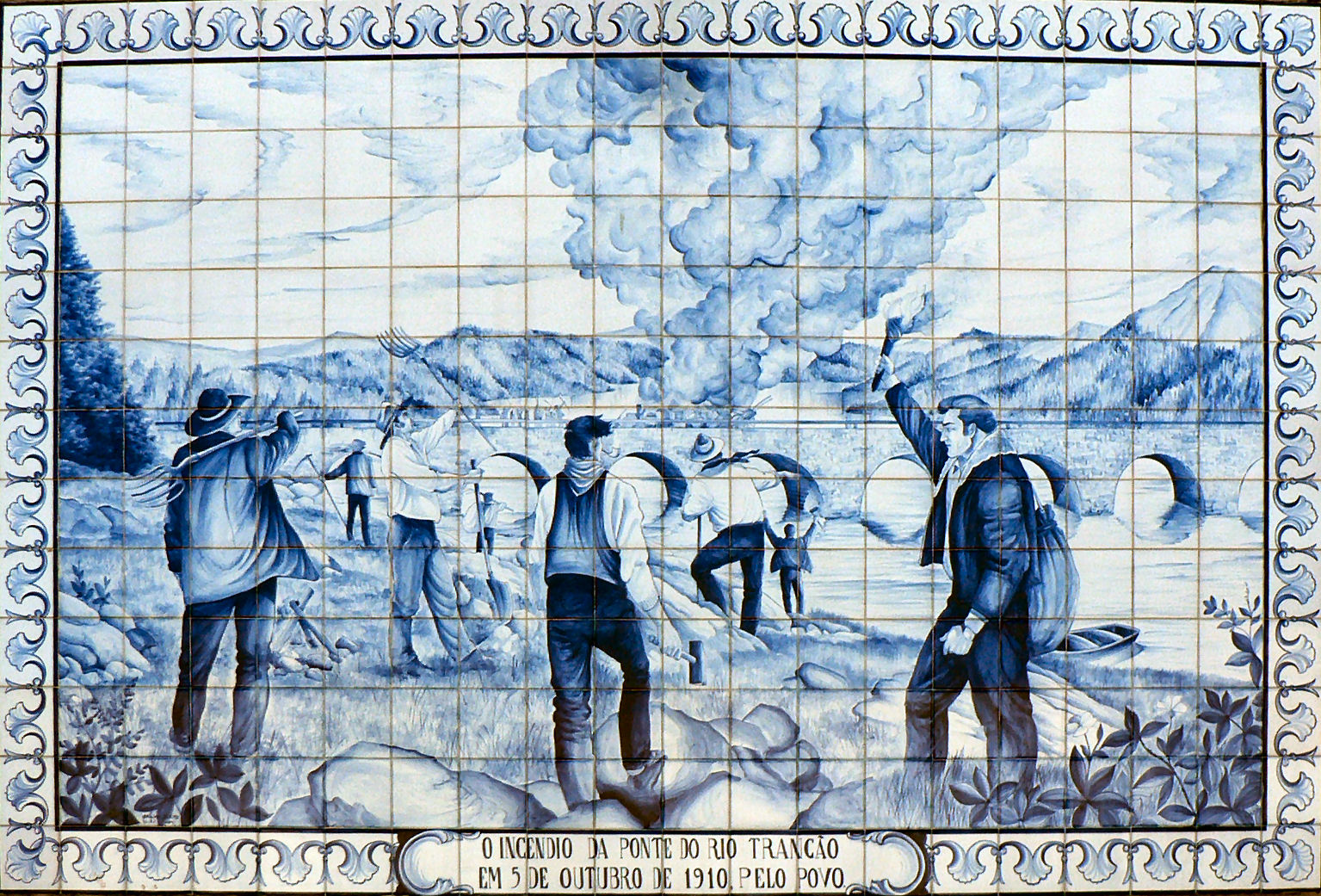
Incêndio da ponte sobre o Trancão pelos revolucionários republicanos (1910)
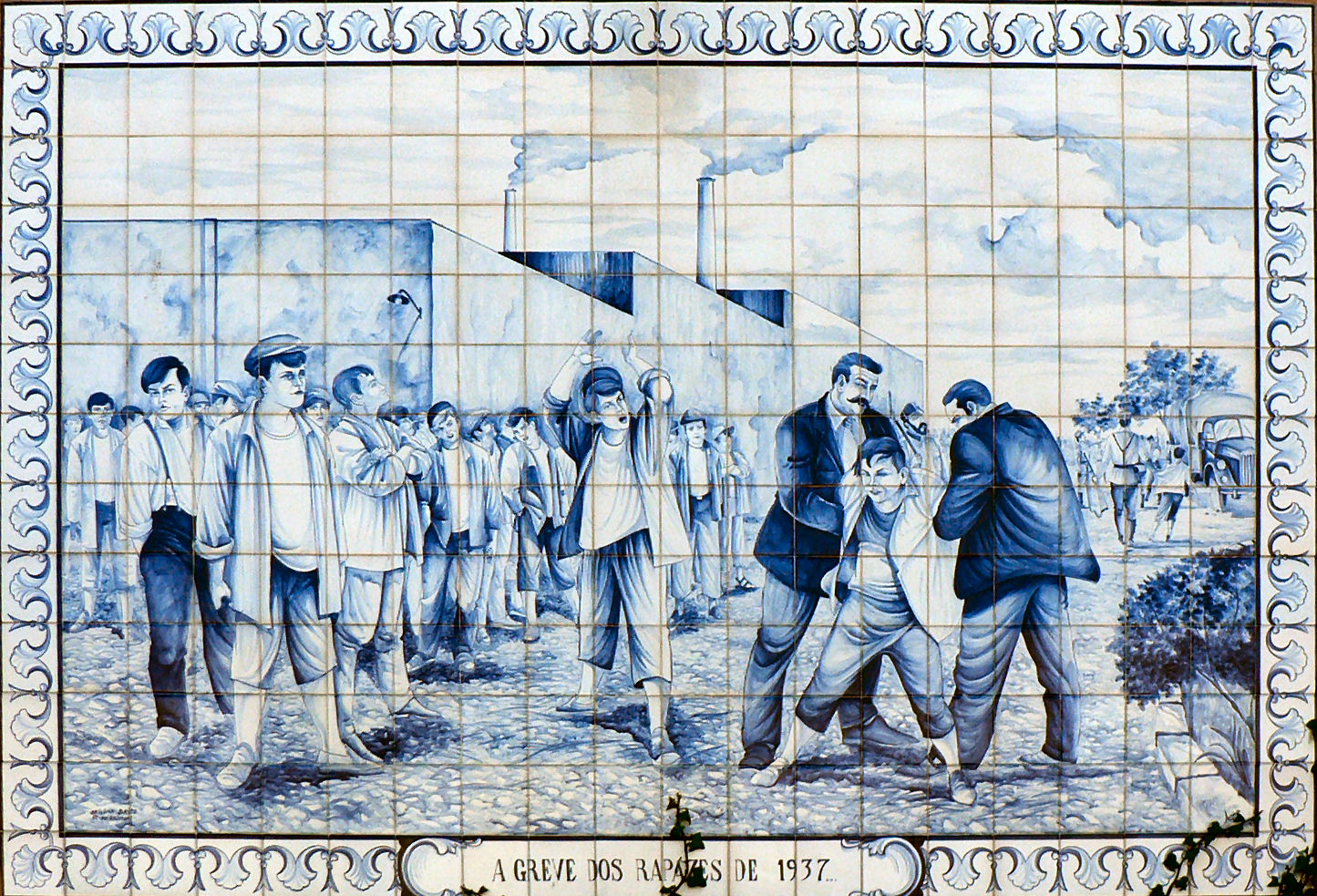
A Greve dos Rapazes de 1937
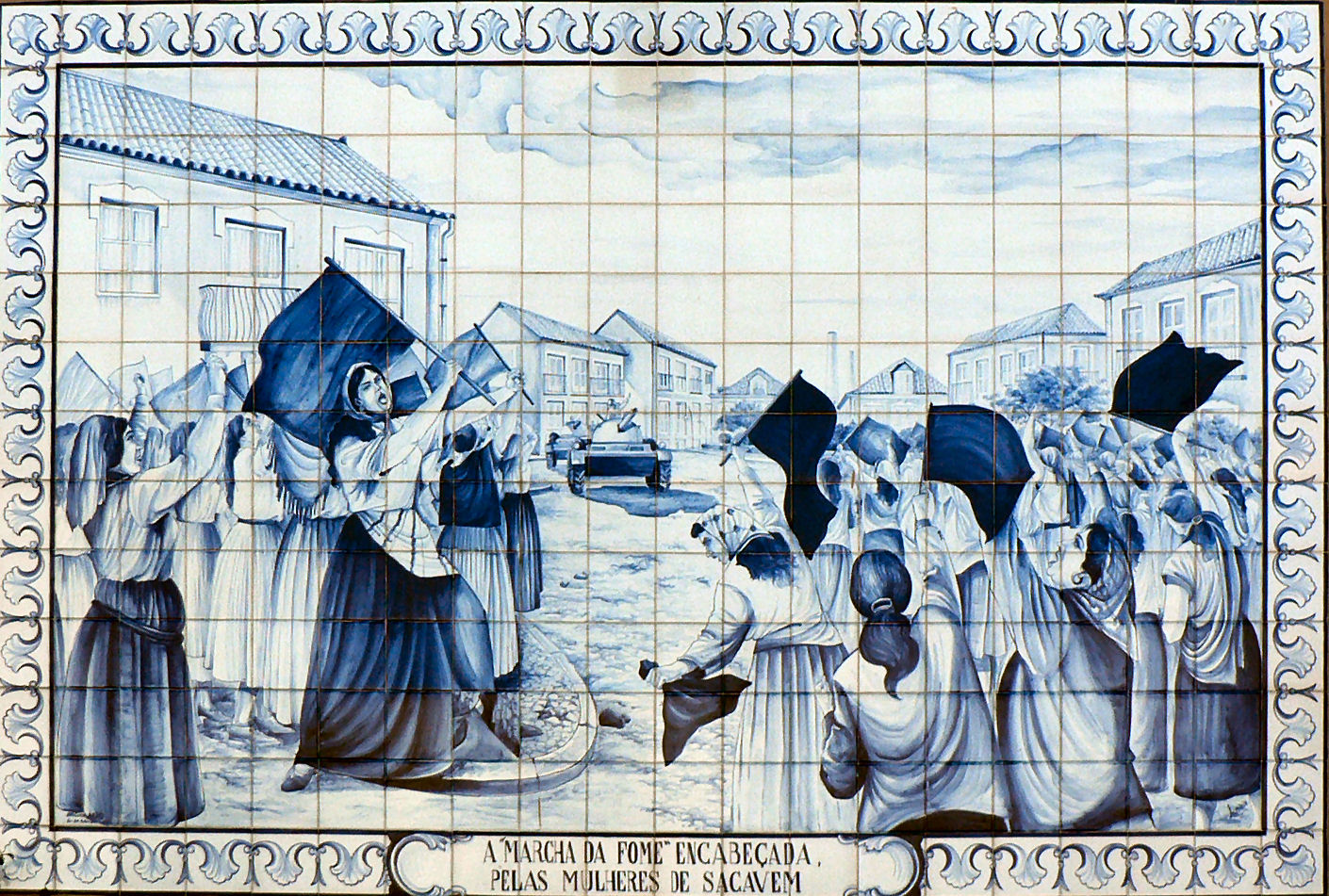
A «Marcha da Fome» encabeçada pelas mulheres sacavenenses (1944)
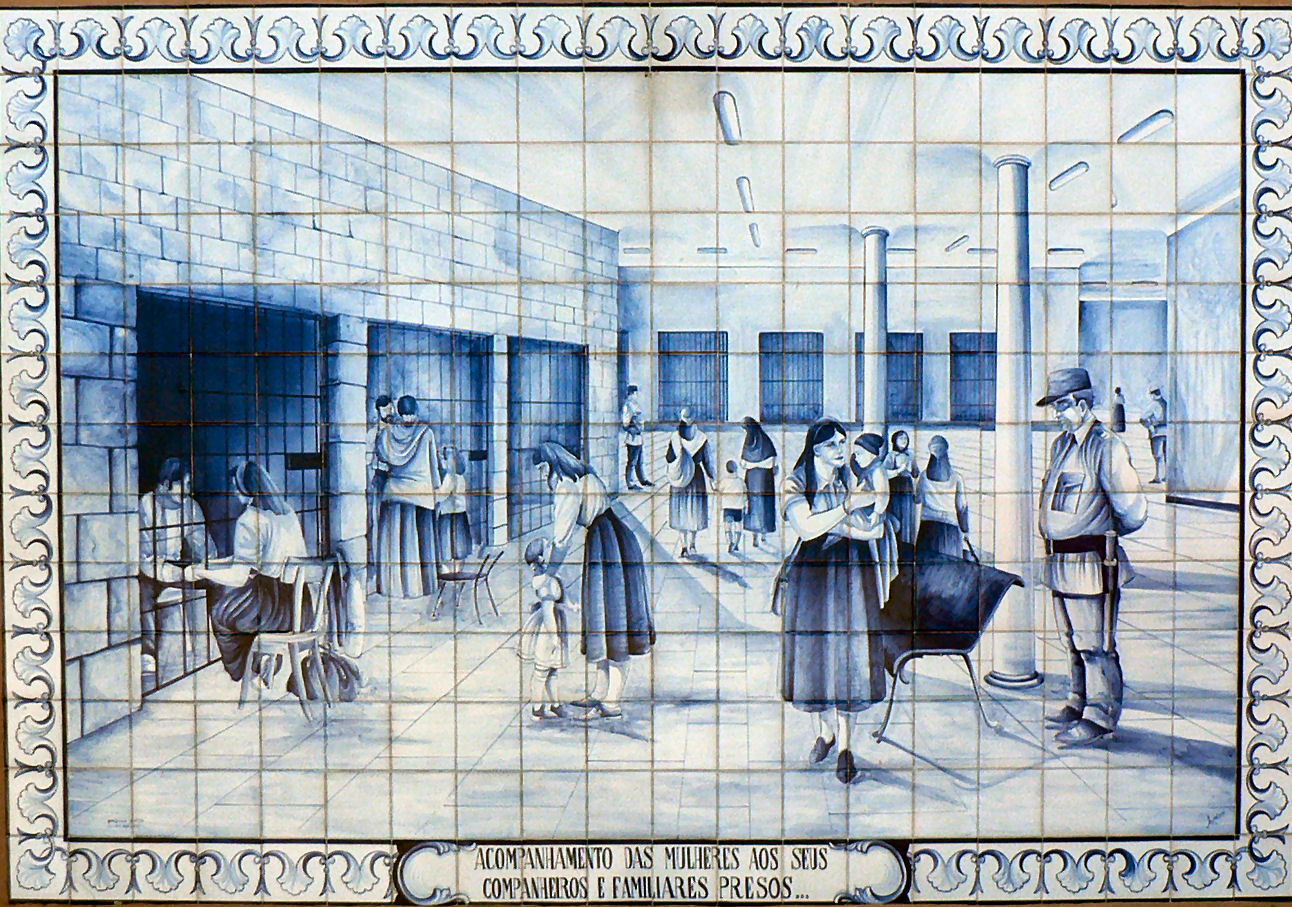
Acompanhamento dos presos políticos pelas mulheres de Sacavém
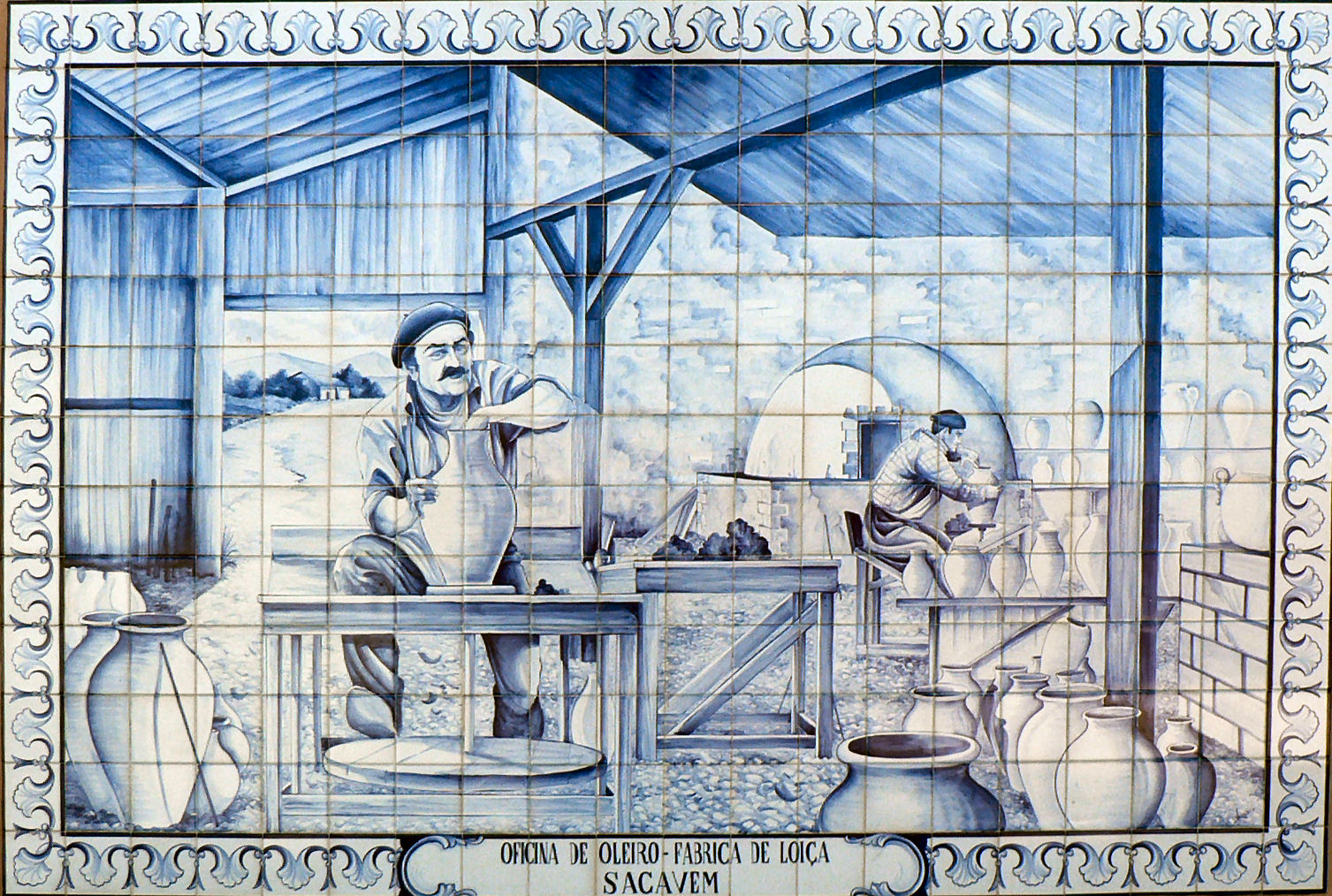
Oficina de oleiro na Fábrica de Louça de Sacavém

## Parque Desportivo Alberto da Costa Azenha
Na área Quinta de São José, foi implantado o Parque Desportivo Alberto da Costa Azenha. Constituído por um polidesportivo descoberto, dois campos de ténis, bancadas, balneários, enfermaria e instalações sanitárias. Ténis, futebol e basquetebol são apenas algumas das modalidades que podem ser praticadas.